# Легенда Серебряного озера
«Легенда Серебряного озера» (азерб. Gümüşgöl Əfsanəsi) — азербайджанский советский фильм режиссёра Эльдара Кулиева, снятый в 1984 году на киностудии Азербайджанфильм.

## Сюжет
Во время автомобильной прогулки молодой искусствовед Фарид, ради забавы друзей ослепил фарами прохожего человека. Внезапно прохожий упал и остался лежать без движения. На следующий день друзья решили на время уехать из города. Фарид поехал к своей приятельнице, художнице по коврам Саиде. Дочь Саиды Лейла воспитанная доверчивая девушка поведала Фариду легенду о Серебряном озере, по глади которого легко может пройти каждый честный человек. Вернувшись в город, Фарид узнал, что человек, из-за которого он бежал из города, жив, он решил поехать назад, к Серебряному озеру.

## В ролях
- Эльданиз Расулов — Фарид (озвучил Сергей Мартынов)
- Елена Серопова — Лейла (озвучила Марина Дюжева)
- Метанет Атакишиева — Наргиз (озвучила Ольга Гаспарова)
- Шукюфа Юсупова — Саида (озвучила Лариса Данилина)
- Камиль Зохрабов — Дамир (озвучил Рудольф Панков)
- Фикрет Мамедов — Ариф (озвучил Борис Руднев)
- Гасан Турабов — Агазаки (озвучил Владимир Ферапонтов)
- Фирангиз Шарифова — Фатма (озвучила Нина Меньшикова)
- Агагусейн Керимов — начальник музея (озвучил Алексей Алексеев)
- Софа Бясирзаде — Софа ханум

## Премьера
Премьера фильма состоялась в Москве в декабре 1985 года.